# Teodoru Dobrițoiu
Teodoru Dobrițoiu (n. 14 iunie 1954) este un fost deputat român în legislatura 1990-1992, ales în județul Galați pe listele partidului FSN. În cadrul activității sale parlamentare, Teodoru Dobrițoiu a fost membru în grupurile parlamentare de prietenie cu Regatul Unit al Marii Britanii și Irlandei de Nord, Republica Portugheză, Republica Italiană, Republica Coreea și Australia. 

## Legături externe
- Teodoru Dobrițoiu Arhivat în 27 februarie 2024, la Wayback Machine. la cdep.ro